# Махмуд I
Махмуд I, наричан Махмуд Гърбавия (на османски турски: محمود اول; на турски: I.Mahmud) е 24-тият султан на Османската империя от 20 септември 1730 до смъртта си на 13 декември 1754 година. Той е син на султан Мустафа II и брат на Осман III. Идва на власт на 35-годишна възраст и управлява в продължение на 24 години.
Управлението на Махмуд I е последното като цяло успешно и във външно-, и във вътрешнополитически план в историята на Османската империя. Махмуд I заема престола в резултат от въстание на Патрона Халил. Това не му попречва безмилостно да екзекутира главатарите му, за да се освободи от зависимост с опити за шантаж. 
В управлението си Махмуд I се отличава с ум и съобразителност. Умее да изслушва жалващите се и да приема верни и разумни съвети. Не проявява жестокост и стремеж към самоволни наказания. Присъства неизменно на заседанията на Дивана. От друга страна се разправя безпощадно с всички смутители в столицата, способни да организират въстания. Султанът поема инициатива при построяването на много джамии, медресета, библиотеки, както и на всякакви културни учреждения. Махмуд I е стихоплетец, участва в конни състезания и играе много добре шах.
Във военното дело успява да създаде съвременна артилерия, наречена корпус или оджак на бомбардирите (хумбараджъ) под ръководството на доброволно приелия исляма Ахмед бей (маркиз дьо Боневил).
Провежда мирна външна политика. Постига забележителен успех със сключения Белградски мирен договор, по силата на който Австрия излиза от Балканите, за да се завърне на военната граница. Руската империя с последвалия Нишки договор, след загубата на 100 хил. руски войници, не получава нищо в замяна. Черно море остава османско. 